# Ducks Deluxe
Ducks Deluxe (Дакс Делюкс) — британская рок-группа, образованная в 1972 году в Лондоне и исполнявшая паб-рок — музыку, опиравшуюся на традиции американского рутс-рока и «диаметрально противостоящую глиттер- и арт-трендам, которые были тогда в моде».
В первый состав группы вошли Мартин Белмонт, Ник Гарви, Шон Тайла и Тим Ропер; двое последних — бывшие участники Help Yourself.
Несмотря на то, что первый (именной) альбом, выпущенный в 1974 году RCA, получил хорошие рецензии как в Англии, так и США, группа получила признание лишь после своего распада в 1975 году. Все её участники приобрели известность в других коллективах: Graham Parker & the Rumour, Tyla Gang и The Motors. В 2007 году Ducks Deluxe воссоединились, но без Тима Ропера: барабанщик первого состава скончался в 2003 году.

## Дискография

### Синглы
- «Coast To Coast» / «Bring Back That Packard Car» — RCA 2438
- «Please, Please, Please» / «Please, Please, Please» — RCA DJH0-0297
- «Fireball» / «Saratoga Suzie» — RCA LPBO 5019
- «Love’s Melody» / «Two Time Twister» — RCA 2477
- «I Fought The Law» / «Cherry Pie» — RCA 2531
- «Jumpin'» (EP) — Dynamite/Skydog EP-004

### Альбомы
- Ducks Deluxe (1974, RCA)
- All Too Much (1975, Skydog)
- Taxi to the Terminal Zone (1976, RCA)
- Don’t Mind Rockin' Tonite (1978, RCA)
- Last Night of a Pub Rock Band (1981, Blue Moon)